# Geranium rhomboidale
Geranium rhomboidale är en näveväxtart som beskrevs av Harold Emery Moore. Geranium rhomboidale ingår i släktet nävor, och familjen näveväxter. Inga underarter finns listade i Catalogue of Life.